# 道の駅伊吹の里

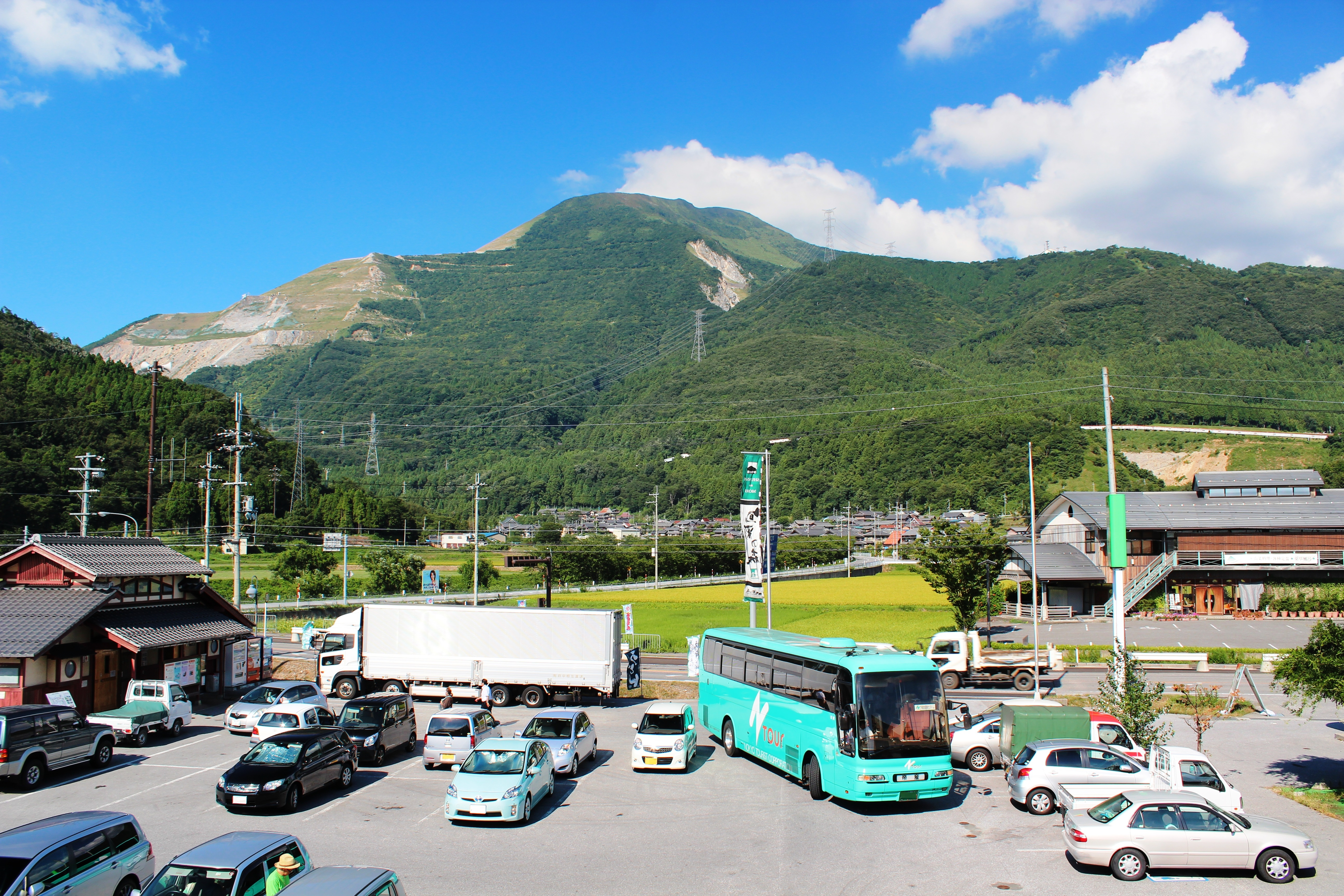
2階の展望デッキから望む伊吹山

道の駅伊吹の里（みちのえき いぶきのさと）は、滋賀県米原市伊吹にある滋賀県道・岐阜県道40号山東本巣線の道の駅である。愛称は旬彩の森（しゅんさいのもり）。

## 概要
2005年（平成17年）4月6日にオープン。以来、産地直送品の販売や食堂、ベーカリーのサービスが行われてきた。滋賀県の玄関口として湖北の特産品を提供する施設として賑わう。
老朽化が進み、2021年（令和3年）度から長寿命化のための設計業務を委託する予定。本格的に工事が始まるのは2024年（令和6年）度からの見込み。

## 施設
- 駐車場
  - 普通車：30台[1]
  - 大型車：2台[1]
  - 身障者用：2台[1]
- トイレ
  - 男：大2・小6
  - 女：6
  - 身障者用：1
- 産直市場「旬彩の森」（売店・農産物直売所、9:15 - 17:00・7月および8月は9:15 - 17:30）[1]
- 食堂（平日 10:30 - 14:30、土日祝日 10:30 - 15:30）[1]

## 休館日
- 年末年始[1]
- 毎週木曜日（1月 - 3月のみ、祝日の場合は翌日）[1]

## アクセス
- 滋賀県道40号山東本巣線[1] - 登録路線

自動車またはタクシー
- 東海旅客鉄道（JR東海）東海道本線近江長岡駅より約10分。

## 周辺
- 米原市役所伊吹庁舎
- 琵琶湖国定公園
- 姉川
- 三島池
- 伊吹山
  - グランスノー奥伊吹
- ミルクファーム伊吹
- 伊吹薬草の里文化センター（日帰り入浴施設）[1]